# Тропический пояс

Тропические пояса Земли по Б. П. Алисову.

Тропи́ческие пояса́ — се́верный тропи́ческий пояс и ю́жный тропи́ческий по́яс — географические пояса Земли в Северном и Южном полушариях, в основном от 20 до 30° с. ш. и ю. ш. соответственно. Средние температуры зимой не ниже 14 °C, летом в среднем 30-35 °С. В засушливых местах расположены пустыни и полупустыни, в более увлажненных местах — саванны и листопадные леса.
Преобладают пассаты, хорошо выражены сезонные изменения температуры воздуха, в особенности, на материках.